# Réville

Réville este o comună în departamentul Manche, Franța. În 1 ianuarie 2022 avea o populație de 1.038 de locuitori.